# McDonald Point
Der McDonald Point ist eine Landspitze, die das westliche Ende der Insel Islay im William-Scoresby-Archipel vor der Küste des ostantarktischen Mac-Robertson-Lands bildet. 
Die Benennung der Landspitze geht offenbar auf Wissenschaftler der britischen Discovery Investigations zurück, die sie im Februar 1936 mit der RRS William Scoresby kartierten. Der weitere Benennungshintergrund ist nicht überliefert.